# Ларозьер, Жак де
Жак де Ларозьер (фр. Jacques de Larosière; род. 12 ноября 1929, Париж) — французский экономист, директор-распорядитель Международного валютного фонда с 1978 года по 1987 год, президент Европейского банка реконструкции и развития с сентября 1993 года по январь 1998 года.

## Биография
Родился 12 ноября 1929 года в Париже. Он учился в лицее Луи-ле-Гран и Институте политических исследований Парижа. Он окончил Национальную административную школу в 1958 году и поступил в элитную внутреннюю инспекцию Министерства финансов Франции, известную как Генеральная финансовая инспекция.

## Карьера
С 1965 по 1974 год Ларозьер работал в Управлении казначейства в Министерстве финансов Франции. Затем он ненадолго присоединился к личному кабинету министра финансов Валери Жискар д’Эстена, а после избрания последнего президентом Франции в 1974 году, был назначен на должность директора казначейства Франции, которую он занимал в течение следующих четырёх лет.
Он был директором-распорядителем Международного валютного фонда с 17 июня 1978 года по 15 января 1987 года.
С 1987 по 1993 год он был управляющим Банка Франции.
В сентябре 1993 года де Ларозьер стал президентом базирующегося в Лондоне Европейского банка реконструкции и развития на волне скандалов, которые привели к уходу первого президента Жака Аттали. Он покинул эту должность в 1998 году после восстановления репутации и авторитета банка.
После банкротства Lehman Brothers, президент Европейской комиссии Жозе Мануэл Баррозу попросил де Ларозьера возглавить группу высокого уровня, которая в феврале 2009 года подготовила знаковый отчет, известный как «Отчет Ларозьера», и рекомендовала кардинальный пересмотр архитектуры финансового регулирования Европейского союза. Предложения «Отчета Ларозьера» были приняты в законодательстве ЕС, принятом в 2010 году, в соответствии с которым были созданы Европейское банковское управление, Европейское управление страхования и профессиональных пенсий, Европейское управление по ценным бумагам и рынкам и Европейский совет по системным рискам.
По состоянию на 2021 год он оставался председателем стратегического комитета французского управления по управлению долгом.

## Награды
- Орден «Стара-планина» I степени (9 января 1995 года, Болгария)[3]
- Орден Дружбы (7 ноября 1997 года, Россия) — за большой личный вклад в развитие экономического сотрудничества между Россией и Францией[4]

## Сочинения
- Украина: сначала понять, потом делать выводы // Россия в глобальной политике. 2024. Т. 22. № 5. С. 33-40.